# Virtuti Militari
Vojaški red Virtuti Militari (latinsko Za vojaške vrline, poljsko Order Wojenny Virtuti Militari) je najvišje vojaško odlikovanje Poljske, ki se podeljuje za junaštvo in pogum v vojni. Red je leta 1792 ustanovil poljski kralj Stanislav II. Avgust in je najstarejše vojaško odlikovanje na svetu, ki se še podeljuje.
Podeljuje se v petih razredih za osebno junaštvo ali, poveljnikom, za vodenje enot. Red Virtuti Militari je enakovreden nekaterim drugim redovom, na primer britanskemu Viktorijinemu križcu in ameriški Medalji časti.
Poljska je bila kmalu po ustanovitvi reda leta 1795 razdeljena in uničena. Podeljevanje reda je bilo ukinjeno, njegovo nošenje pa prepovedano. Kasneje je bilo odlikovanje večkrat ponovno uvedeno,  preimenovano in prepovedano, njegova usoda pa je natančno odražala nestanovitnost poljske države. V času obstoja je odlikovanje prejelo več tisoč vojakov in častnikov, tako poljskih kot tujih, več mest in ena ladja. Po letu 1989 še ni bilo podeljeno.

## Začetki
Vojni red Virtuti Militari je vso svojo zgodovino delil usodo svoje države, bil večkrat ukinjen in ponovno uveden. 
Red je ustanovil kralj Stanislav II. Avgust je v spomin na zmagovito bitko pri Zelencah 22. junija 1972. Sprva je obsegal dve stopnji: zlato medaljo za generale in častnike ter srebrno za podčastnike in navadne vojake. Do avgusta 1792 je bil izdelan statut odlikovanja, ki je temeljil na statutu avstrijskega Vojaškega reda Marije Terezije. Odlikovanje je z uredbo spremenilo obliko iz medalje v križ, ki se od takrat ni bistveno spremenil. V red je bilo uvedenih pet stopenj. 
Prvi prejemniki odlikovanja so bili člani ustanovnega odbora. Med poljsko-rusko vojno za  obrambo ustave leta 1792 je bilo z redom Virturi Militari odlikovanih  63 častnikov in 290 podčastnikov in vojakov. Statut nikoli ni bil v celoti uveljavljen, saj je kralj kmalu po njegovi uvedbi pristopil k Targoviški konfederaciji, ki je 29. avgusta 1792 odpravila odlikovanje in prepovedala njegovo nošenje.  Nove poljske oblasti so lahko vsakogar, ki je nosil odlikovanje, degradirale in izključijo iz vojske. 
23. novembra 1793 je Grodnenski sejm ponovno uvedel odlikovanje, vendar je bilo  na vztrajno zahtevo ruske carice Katarine Velike že 7. januarja 1794 ponovno prepovedano. Le leto pozneje je poljsko-litovska Republika obeh narodov delila usodo svojega odlikovanja, ko so si njene sosede v razdelitvah Poljske prisvojile še tisto, kar je ostalo od skupne države. Istega leta je kralj Stanislav II. abdiciral. Med njegovo vladavino je bilo podeljenih 526 odlikovanj: 440 srebrnih medalj in križcev, 85 zlatih medalj in križcev ter 1 poveljniški križec. 
Med najbolj znanimi prejemniki Virtuti Militari v tem obdobju sta bila knez Józef Poniatowski (1763–1813) in Tadeusz Kościuszko (1746–1817), oba sposobna vojaška poveljnika med vojno za obrambo ustave in Kościuszkovim uporom. 
| Trakovi Virtuti Militari | Trakovi Virtuti Militari | Trakovi Virtuti Militari | Trakovi Virtuti Militari | Trakovi Virtuti Militari |
| ------------------------ | ------------------------ | ------------------------ | ------------------------ | ------------------------ |
| Srebrni križ             | Zlati križ               | Viteški križ             | Poveljniški križ         | Veliki križ z zvezdo     |

## Vojvodina Varšava
Leta 1806 je bil generalporočnik knez Józef Poniatowski povišan v vrhovnega poveljnika vseh sil Vojvodine Varšave, kratkožive poljske države, povezane z Napoleonom I. Francoskim. Kot eden prvih prejemnikov Virtuti Militari je Poniatowski vztrajal pri ponovni uvedbi odlikovanja. 26. decembra 1806 je  kralj Saške in vojvoda Varšave Fryderyk August Wettin končno sprejel njegov predlog in ponovno uvedel Virtuti Militari kot najvišje vojaško priznanje za poljske vojake, ki so se borili na francoski strani v napoleonskih vojnah. Uradno ime odlikovanja je bilo spremenjeno v Vojaška medalja Vojvodine Varšave, vendar so vojaki ostali zvesti prejšnjemu imenu. Kraljevi odlok je uvedel tudi nov sistem razredov. Razred podeljenega odlikovanja je bil odvisen od čina prejemnika: 
- I. razred – Veliki križ (z zvezdo)
- II. razred – Poveljniški križ (Krzyż Komandorski, za poveljnike divizij)
- III. razred – Viteški križ (Krzyż Kawalerski, za brigadirje, polkovnike in majorje)
- IV razred – Zlati križ
- V. razred – Srebrni križ

Sprva je imel vsak visok poveljujoči častnik kvoto Virtuti Militari, ki jo je podelil svojim vojakom. Sistem je bil kmalu spremenjen in od takrat se je red običajno podeljeval centralno za posamezna hrabra dejanja na predlog prejemnikovih poveljujočih častnikov. Po odloku, objavljenim 10. oktobra 1812,  je imel vsak prejemnik zlatega ali srebrnega križca pravico do letne plače do povišanja v častnika ali dosmrtno, če je bil demobiliziran. Med napoleonskimi vojnami se je uveljavila sedanja tradicija podeljevanja odlikovanja Virtuti Militari vojakom pred njegovo enoto. Med letoma 1806 in 1815 je bilo poljskim vojakom, ki so se bojevali na vseh frontah, od Santo Dominga do Rusije in od Italije do Španije, podeljenih 2569 križcev. 
Med znanimi prejemniki medalje v tem obdobju sta bila general Jan Henryk Dąbrowski (1755–1818), organizator poljskih legij v Italiji med napoleonskimi vojnami, po katerem je poimenovana poljska himna Mazurek Dąbrowskiego, in general Józef Chłopicki (1771–1854). 20. maja 1809 je narednica Joanna Żubr postala prva ženska, ki je prejela odlikovanje (V. razreda) za sodelovanje v napadu na Zamość.

## Kongresna Poljska
Leta 1815 je bila na Dunajskem kongresu, na katerem so evropske sile reorganizirale Evropo po napoleonskih vojnah, ustanovljena Kraljevina Poljska, neuradno znana kot Kongresna Poljska. Država je imela desetino površine in petino prebivalstva Republike obeh narodov in bila v personalni uniji z Rusijo. V poljskem Kongresu so medaljo Virtuti Militari preimenovali v Poljsko vojaško medaljo.  Statuti Virtuti Militari in privilegiji, podeljeni prejemnikom, so ostali nespremenjeni. Za podeljevanje odlikovanj veteranom Napoleonovih pohodov v letih 1812, 1813 in 1814 je bila ustanovljena posebna komisija. Do leta 1820 je bilo podeljenih 1213 križev vseh razredov. 5. junija 1817 so bili s kraljevim odlokom vsi prejemniki zlatega križa Virtuti Militari povišani v častnike. 
Takratna Kraljevina Poljska je bila ena redkih ustavnih monarhij v Evropi, s cesarjem Ruskega imperija kot poljskim kraljem. Država je dobila eno od najbolj liberalnih ustav v Evropi devetnajstega stoletja, čeprav se je zelo razlikovala od poljske ustave pozne Republike obeh narodov, sprejete 3. maja. Poljska želja po svobodi in spoštovanju tradicionalnih privilegijev je bila vir stalnih trenj med Poljaki in Rusi. Glavna težava je bila v tem, da carji, ki so imeli  v Rusiji absolutno oblast, tudi na Poljskem niso želeli nobenih omejitev svoje vladavine.  Ruski car Nikolaj I. se je leta 1825 odločil, da se ne bo okronal za poljskega kralja, in je še naprej omejeval poljske svoboščine. Kot odgovor na večkratno krčenje poljskih ustavnih pravic je poljski parlament leta 1830 odstavil carja kot poljskega kralja. Izbruhnila je novembrska vstaja, na katero se je car odzval z rusko vojsko.
Po izbruhu vstaje  proti Rusiji je poljski Sejm 19. februarja 1831 odredil, da se odlikovanju vrne v prvotno ime Red Virtuti Militari. Med 3. marcem in oktobrom tega leta je bilo podeljenih 3863 križev. Med prejemniki srebrnega križca so bile tri ženske:
- Józefa Kluczycka, glavna kirurginja 10. linijskega pehotnega polka,
- Józefa Daniela Rostowska, rojena Mazurkiewicz, pomočnica kirurga 10. linijskega pehotnega polka, in
- Bronisława Czarnowska, kadetka v 1. konjeniškem polku "Augustów"

Po zatrtju vstaje je car Nikolaj I. odlikovanje ukinil in prepovedal njegovo nošenje. 31. decembra 1831 je bilo odlikovanje Virtuti Militari  nadomeščeno s  Poljskim znakom časti (Polski Znak Honorowy), natančno kopijo izvirnega križa, ki pa so ga podeljevali samo Rusom za zasluge carskim oblastem.

## Republika Poljska
Poljska je ponovno pridobila neodvisnost leta 1918. Druga republika Poljska in oljski Sejm sta 1. avgusta naslednje leto ponovno uvedla Virtuti Militari pod novim uradnim imenom, "Vojaško priznanje Virtuti Militari" (Order Wojskowy Virtuti Militari). Sprejet je bil tudi nov statut odlikovanja in ponovno uveden sistem razredov, uveden v Vojvodini Varšavi. Po novem statutu so lahko križe vseh razredov podelili različnim razredom vojakov in za različna dejanja: 
- Veliki križ z zvezdo – I. razred: poveljniku, ki je dosegel zmago v bitki strateškega pomena, ki je povzročila popoln poraz sovražnika, ali uspešno obrambo, ki je odločila o usodi akcije.
- Poveljniški križec – II. razred: poveljniku, ki je dosegel opazno taktično zmago ali hrabro in uspešno obrambo težkega položaja.
- Viteški križec – III. razred: častnikom, podčastnikom in navadnim vojakom, ki so bili predhodno odlikovani z zlatim križcem, za dejanja izjemnega poguma, tveganje za življenje ali izjemno poveljevanje svojim četam.
- Zlati križec – IV. razred: častnikom, ki so poveljevali svojim četam z izjemnim pogumom in hrabrostjo, ter podčastnikom in navadnim vojakom, ki so bili predhodno odlikovani s srebrnim križcem, za dejanja izjemnega poguma in nevarnosti življenja na bojnem polju.
- Srebrni križec – V. razred: častnikom, podčastnikom in navadnim vojakom za izredna dejanja hrabrosti in nevarnosti življenja na bojnem polju.

Vsak prejemnik Virtuti Militari, ne glede na čin ali delovno mesto, je prejel letno plačo 300 zlotov. Med drugimi privilegiji prejemnikov je bila tudi predkupna pravica pri nakupu državnega zemljišča ali kandidaturi za državno službo. Otroci prejemnikov so dobili dodatne točke pri izpitih v državnih šolah in na univerzah. Prejemniki Virtuti Militari so dobili tudi pravico, da jih pozdravijo drugi vojaki enakega čina in podčastniki, navadni vojaki pa so lahko po prejemu odlikovanja napredovali v naslednji višji čin.
Novi kapitelj odlikovanja (Kapituła Orderu Virtuti Militari) je sestavljalo dvanajst prejemnikov križcev, po štirje iz I., II. in III. razreda. Vodja kapitlja je bil maršal Poljske Józef Piłsudski, edini še živeči Poljak, odlikovan z Velikim križem z zvezdo. Kot vrhovni poveljnik poljske vojske je lahko s soglasjem kapitlja podeljeval odlikovanja I. do III. razreda, na prošnjo poveljnika divizije ali brigade pa odlikovanja IV. in V. razreda. Za praznik Virtuti Militari je bil izbran poljski državni praznik 3. maj.
1. januarja 1920 je Józef Piłsudski podelil prve križce enajstim članom začasnega kapitlja. 22. januarja 1920 so bili v počastitev obletnice izbruha januarske vstaje z  Virtuti Militari uradno odlikovani prvi vojaki in častniki  za svoja dejanja med prvo svetovno vojno in poljsko-ukrajinsko vojno. Do leta 1923, ko je bilo podeljevanje novih odlikovanj ustavljeno, je kapitelj podelil križce 6589 prejemnikom. Večina prejemnikov so bili veterani poljsko-sovjetske vojne, pa tudi veterani vseh vojn, v katerih so se bojevali poljski vojaki v 20. stoletju, tudi januarske vstaje. Med prejemniki srebrnega križca sta bili dve mesti, Lvov in Verdun, pa tudi prapori štirinajstih pehotnih polkov, šestih konjeniških polkov, inženirskega bataljona, enote ženske pomožne službe in dvanajstih topniških enot.
24. novembra 1922 je bil izbran nov kapitelj. Naslednje leto je bilo podeljeno zadnje odlikovanje Virtuti Militari za prvo svetovno vojno in poljsko-sovjetsko vojno, potem pa je bilo podeljevanje ustavljeno. 25. marca 1933 je Sejm sprejel nov "Zakon o redu Virtuti Militari", ki je spremenil obliko vseh križcev in razširil privilegije, uzakonjene leta  1919. Vsi prejemniki odlikovanja so imeli pravico do nakupa železniških vozovnic po 20% nižjih cenah. Država je plačevala zdravstveno oskrbo prejemnikov in je bila dolžna vsakemu zagotoviti službo, ki mu bo omogočala "dostojno življenje". Vlada je dobila ukaz, da vojnim invalidom zagotovi denar, hrano in obleko do konca življenja. Letna plača v višini 300 zlotov je bila oproščena davkov in je sodišča niso mogla zaseči.
Kriteriji za podeljevanje odlikovanja zaostrili. Odlikovanja so lahko prejeli: 
- Veliki križ –  I. razred: vrhovni poveljnik, ki je zmagal v vojni, ali poveljniki armad ali front, ki so v različnih vojnih akcijah dosegli izjemne zmage.
- Poveljniški križec – II. razred: poveljnik armade ali fronte, v posebnih okoliščinah tudi poveljnik skupine enot, divizije ali brigade,  za pogumno in drzno poveljevanje v operaciji, ki je pomembno vplivala na izid vojne, ali drugi častniki, ki so prispevali k zmagi.
- Viteški križec – III. razred: poveljniki enot do velikosti armade za njihovo izjemno vodenje, pobudo ali pogum  ali štabni častniki za njihovo sodelovanje z njihovimi poveljniki, ki je vodilo do končne zmage v bitki ali vojni.
- Zlati križec – IV. razred: vojaki in častniki, ki so bili predhodno odlikovani s srebrnim križcem in so dosegli izjemne uspehe na bojišču zahvaljujoč osebni hrabrosti ali izjemnemu poveljevanju divizije ali manjše enote.
- Srebrni križec – V. razred: poveljniki, ki so drzno in hrabro poveljevali svojim četam, ali navadni vojaki, ki so s svojim pogumom vplivali na svoje soborce in tako pripomogli k končni zmagi v bitki.

Srebrni križec so lahko podelili tudi vojaškim enotam, mestom in civilistom. Vse razrede odlikovanja Virtuti Militari je podelil vrhovni poveljnik med vojno ali nekdanji vrhovni poveljnik po koncu sovražnosti. Razredi od I do III so se podeljevali na predlog kapitlja. IV. in V. razred sta se podeljevala po zapovedni liniji, običajno na predlog poveljnika divizije ali brigade. Poleg dvanajstih članov kapitlja so imeli pravico do glasovanja vsi prejemniki odlikovanja I. razreda.

## Druga svetovna vojna
Med poljsko obrambno vojno leta 1939 je hitro nemško in sovjetsko napredovanje, poljsko ozemlje so sovražniki preplavili v petih tednih od začetka invazije, kapitlju preprečilo podelitev odlikovanj. Namesto tega so poveljniki divizij in brigad hrabrost svojih vojakov pogosto nagrajevali z lastnimi križi, prejetimi pred vojno. Takšen je bil  na primer 18. pomorjanski ulanski polk, ki mu je svoj Virtuti Militari podelil general Stanisław Grzmot-Skotnicki po bitki pri Krojantyju na prvi dan druge svetovne vojne. 
Po padcu Poljske leta 1939 je bil velik del poljske vojske evakuiran v Francijo, kjer je bila obnovljena pod poveljstvom generala Władysława Sikorskega. Januarja 1941 je poljska vlada v izgnanstvu uvedla Virtuti Militari kot najvišje vojaško odlikovanje poljske vojske v izgnanstvu. Pravna podlaga za izvolitev novega kapitlja je bil zakon iz leta 1933. Med drugo svetovno vojno so Virtuti Militari pogosto podeljevali tudi višjim vojaškim častnikom zavezniških vojsk, vključno z britanskim generalom Bernardom Montgomeryjem, ameriškim vrhovnim poveljnikom zavezniških sil Dwightom D. Eisenhowerjem, francoskim generalomom Jeanom de Lattre de Tassignyjem, sovjetskim maršalom Georgijem Žukovom in srbski gverilskim vodjem Dražem Mihailovićem. 
Med najbolj znanimi prejemniki medalje v tem obdobju so bili Tadeusz Kutrzeba, tvorec načrta za protinapad Bzura in udeleženec obrambe Varšave med invazijo na Poljsko, Władysław Anders, poveljnik 2. poljskega korpusa,  Tadeusz Bór-Komorowski, poveljnik velikega odporniškega gibanja Armije krajowe in vodja varšavske vstaje in Stanisław Maczek, eden najboljših poveljnikov oklepnih enot, ki je že leta 1940 zasnoval prvo strategijo proti bliskoviti vojni in bil poveljnik 10. motorizirane konjeniške brigade, ki velja za edino poljsko enoto, ki ni leta 1939 izgubila niti ene bitke. Od leta 1942 je bil poveljnik Prve poljske oklepne divizije. 

## Ljudska republika Poljska
Poljska vojska, ki jo je podpirala Sovjetska zveza in se je borila na vzhodni fronti, je prav tako podeljevala Virtuti Militari. 11. novembra 1943 je general Zygmunt Berling podelil srebrne križce šestnajstim veteranom bitke za Leninovo. 22. decembra 1944 je Poljski komite narodne osvoboditve, ki ga je podpirala Sovjetska zveza, sprejel Zakon o odlikovanjih Virtuti Militari, ki je sprejel medaljo kot najvišje vojaško odlikovanje tako 1. poljske armade Rdeče armade kot odporniške organizacije Armia Ludowa.
Čeprav je odlok Poljskega odbora narodne osvoboditve ohlapno temeljil na aktu poljskega Sejma iz leta 1933, je izključno pravico do podeljevanja odlikovanja vojakom dobil domači Narodni svet. Leta 1947 je pravica prešla na predsednika Poljske in nato na Poljski državni svet, ko je ta organ nadomestil predsedstvo. Med letoma 1943 in 1989 je komunistična oblast Ljudske republike Poljske medaljo podelila 5167 osebam in organizacijam. Nekaj križcev so med drugo svetovno vojno in po njej prejeli tudi častniki in voditelji Rdeče armade in drugih armad, zaveznic Sovjetske zveze.
Med prejemniki Zlatega križca IV. razreda je bil rušilec ORP Błyskawica, verjetno edina vojna ladja na svetu, ki je bila nagrajena z državnim odličjem najvišjega ranga. Med prejemniki križca V. razreda Virtuti Militari so bile tudi vojaške enote, vključno z dvema pehotnima divizijama, šestimi pehotnimi polki, tremi topniškimi polki, štirimi tankovskimi polki, tremi polki letalskih sil in nekaj manjših enot.

## Republika Poljska (po letu 1989)
Potem ko je Poljska leta 1989 strmoglavila komunistično vladavino, so bila številna priznanja Virtuti Militari, ki so jih podelile komunistične oblasti, postavljena pod vprašaj. 10. julija 1990 je predsednik Wojciech Jaruzelski preklical Veliki križ, ki ga je prejel Leonid Brežnjev 21. julija 1974. 16. oktobra 1992 je poljski Sejm sprejel nov zakon o Virtuti Militari, ki temelji na zakonu iz leta 1933. Obnovil je kapitelj Virtuti Militari, ki so ga komunistične oblasti odpravile, in hkrati potrdil vsa odlikovanja, ki sta jih podelili tako poljska vlada v izgnanstvu kot oblasti na Poljskem, ki jih je podpirala Sovjetska zveza.
Leta 1995 je predsednik Lech Wałęsa preklical odlikovanje Ivanu Serovu, ki je bil obtožen odgovornosti za smrt tisočev Poljakov. Leta 2006 je predsednik Lech Kaczyński preklical odlikovanje, podeljeno Wincentyju Romanowskemu, ki je mučil protikomunistične borce.
Od leta 1989 ni bilo nobenih novih podelitev Virtuti Militari. Poljski parlament je uvedel pravilo, da je končni rok za podelitev Virtuti Militari najkasneje pet let po prenehanju sovražnosti.
V vojnem času lahko odlikovanje za posebno junaštvo v boju podeli predsednik Republike Poljske.